# Poker Face (伊藤萌々香の曲)
「Poker Face」（ポーカーフェイス）は、2014年7月23日にSONIC GROOVEから発売された伊藤萌々香のソロデビュー曲。楽曲のプロデュースは、音楽プロデューサー・伊秩弘将が担当している。

## シングル収録トラック
| 全作詞・作曲: 伊秩弘将、全編曲: KAZ。 |                                 |          |            |      |
| #                                     | タイトル                        | 作詞     | 作曲・編曲 | 時間 |
| 1.                                    | 「Poker Face」                  | 伊秩弘将 | 伊秩弘将   | 3:51 |
| 2.                                    | 「LOOK AT ME!!」                | 伊秩弘将 | 伊秩弘将   | 3:35 |
| 3.                                    | 「Poker Face (Instrumental)」   | 伊秩弘将 | 伊秩弘将   |      |
| 4.                                    | 「LOOK AT ME!! (Instrumental)」 | 伊秩弘将 | 伊秩弘将   |      |
| 合計時間:                             | 合計時間:                       | 14:53    |            |      |

| #  | タイトル                    | 作詞 | 作曲・編曲 |
| -- | --------------------------- | ---- | ---------- |
| 1. | 「Poker Face -Video Clip-」 |      |            |
| 2. | 「Poker Face -Making-」     |      |            |

## 発売形態
- 以下の5形態で発売。
  - CD+DVD盤 ※初回封入特典としてフォトカード（全4種類中1種ランダム封入）：AVCD-16452/B
  - CDのみ盤 ※初回封入特典としてフォトカード（全4種類中1種ランダム封入）：AVCD-16453
  - イベント会場限定盤CD+グッズ：AVC1-16454
  - mu-moショップ・VISION FACTORY OFFICIAL SHOP限定盤ピクチャーレーベルCD盤 ※ピクチャーレーベル仕様（全5種類中1種ランダム仕様）：AVC1-16455
  - mu-moショップ・VISION FACTORY OFFICIAL SHOP限定盤ピクチャーレーベルCD7枚セット ※スリーブ仕様、ピクチャーレーベル仕様（5種セット）：AVC1-16456～60
- 2014年3月26日に発売されたファースト・アルバム『Fairies』に収録された「Poker Face feat. MOMOKA」のシングルカットバージョンである。